# Хидденхаузен
Хидденхаузен (нем. Hiddenhausen) — община в Германии, в земле Северный Рейн-Вестфалия.
Подчиняется административному округу Детмольд. Входит в состав района Херфорд.  Население составляет 19 846 человек (на 31 декабря 2010 года). Занимает площадь 23,87 км².
Коммуна подразделяется на 6 сельских округов.